# Meta gertschi
Meta gertschi är en spindelart som beskrevs av Roger de Lessert 1938. Meta gertschi ingår i släktet Meta och familjen käkspindlar.
Artens utbredningsområde är Kongo. Inga underarter finns listade i Catalogue of Life.